# 郭充
郭充（？—17世紀），本名郭九圍，字函九，陝西鞏昌府隴西縣人，明朝、南明政治人物。

## 生平
郭充是崇禎六年（1633年）陝西鄉試舉人，崇禎十年（1637年）成進士，大理寺觀政，本年六月獲授太原推官，審案持平，又能明察取士；崇禎十五年以卓異擢任刑科給事中，彈劾佔據他人豐田的權要馮銓，正直名聲震動朝廷，唯開封失陷後，他爭論黃澍擢任御史未得理會。十六年奉敕督催江南漕粮。李自成攻陷北京後潛逃回鄉。其後郭充在弘光年間與倪嘉慶、曹景參、沈應旦、蔣鳴玉、劉天斗、左光明、陳鳴珂同時受命，奉敕催督南直隸漕運，不受餽贈；再轉兵科給事中，依舊管理刑科事務。清朝徵用明朝官員，他很快以父母逝世辭官歸鄉，優游在林下，到八十一歲去世，著有《疑思錄》，在鄉賢祠祭祀。